# Лечино
Лечино — упразднённая деревня в Вытегорском районе Вологодской области.
Входит в состав Саминского сельского поселения, с точки зрения административно-территориального деления — в Саминский сельсовет.
Расположена на левом берегу реки Самина. Расстояние до районного центра Вытегры по автодороге — 38 км, до центра муниципального образования посёлка Октябрьский  по прямой — 8 км. Ближайшие населённые пункты — Вашуково, Мишино, Никулино.
По данным переписи в 2002 году постоянного населения не было.
Упразднена в июле 2020 года.